# Grundulus cochae
Grundulus cochae és una espècie de peix de la família dels caràcids i de l'ordre dels caraciformes.

## Morfologia
- Els mascles poden assolir 6,1 cm de llargària total.[4]

## Alimentació
Menja principalment crustacis.

## Hàbitat
Viu en zones d'alta altitud.

## Distribució geogràfica
Es troba a Sud-amèrica: Laguna de la Cocha (Colòmbia).